# Hiroyuki Horibata
Hiroyuki Horibata (né le 28 octobre 1986) est un athlète japonais spécialiste du marathon.
Son record est de 2 h 9 min 25 s, obtenu à Ōtsu le 6 mars 2011 (4e). Il confirme en septembre en devenant finaliste (7e) à Daegu 2011, meilleur des Asiatiques. Il obtient 2 h 8 min 24 s au marathon de Fukuoka de décembre 2012.